# Bilwisheim
Bilwisheim is een gemeente in het Franse departement Bas-Rhin (regio Grand Est) en telt 425 inwoners (2005). De gemeente behoort tot het kanton Brumath en het arrondissement Haguenau-Wissembourg.

## Geografie
De oppervlakte van Bilwisheim bedraagt 2,6 km², de bevolkingsdichtheid is 163,5 inwoners per km².
De onderstaande kaart toont de ligging van Bilwisheim met de belangrijkste infrastructuur en aangrenzende gemeenten.

## Demografie
Onderstaande figuur toont het verloop van het inwonertal (bron: INSEE-tellingen).